# The Nightingales
The Nightingales sono un gruppo post-punk rock alternativo britannico, formato nel 1979 a Birmingham, Inghilterra, scioltosi nel 1984 e riformatosi nel 2004.

## Carriera
I membri originali erano Robert Lloyd alla voce, Eamonn Duffy al basso e Paul Apperley alla batteria, tutti ex The Prefects.. Hanno preso parte al "White Riot Tour" dei The Clash, registrato due The Peel Sessions, pubblicato un 45 giri su Rough Trade Records; anni dopo lo scioglimento, l'etichetta indipendente statunitense Acute Records. ha pubblicato un loro CD retrospettivo.
Il gruppo, prima di sciogliersi, fu quello che registrò più sessioni nel programma della BBC Radio 1 di John Peel rispetto a qualsiasi altro gruppo, se si escludono The Fall e Half Man Half Biscuit.

## Discografia

### Album
- Pigs on Purpose (Cherry Red LP) 1982
- Hysterics (Ink/Red Flame LP) 1983
- In The Good Old Country Way (Vindaloo LP) 1986
- Out of True (Iron Man CD) 2006
- What's Not To Love? (Caroline True CD) 2007
- Insult To Injury (Klangbad CD) 2008
- No Love Lost (Cooking Vinyl CD) 2012
- For Fuck's Sake (no label LP) 2014
- Mind Over Matter (Louder Than War CD & LP) 2015
- Perish the Thought (Tiny Global Productions CD & LP) 2018
- Four Against Fate (Tiny Global Productions CD & LP) 2020
- The Last Laugh (Tiny Global Productions CD & LP) 2022

### Album dal Vivo
- Live in Paris (Big Print CD) 2008
- And Another Thing (Big Print CD) 2010
- Live in Balsall Heath (Tiny Global Productions LP) 2023

### EP
- The Nightingales 1982 (Cherry Red, una John Peel session per la BBC)
- The Crunch 1984 (Vindaloo)
- What a Carry On 1985 (Vindaloo)
- Peel Session 1988 (Strange Fruit)
- The Lost Plot 2010 (Big Print)
- Become Not Becoming 2017 (Tiny Global Productions)
- Give It To Me/ B-Side At Best/ Real Gone Daddy 2018 (Tiny Global Productions)
- The New Nonsense 2022 (Tiny Global Productions)